# نيكولا كونيغ
نيكولا كونيغ (بالألمانية: Nicolas König)‏ (و. 1968  م) هو مؤدي أصوات، وممثل مسرحي، وممثل أفلام ألماني، ولد في هامبورغ.

## وصلات خارجية
- نيكولا كونيغ على موقع IMDb (الإنجليزية)
- نيكولا كونيغ على موقع ميوزك برينز (الإنجليزية)
- نيكولا كونيغ على موقع قاعدة بيانات الفيلم (الإنجليزية)
- نيكولا كونيغ على موقع كينوبويسك (الروسية)

- نيكولا كونيغ في قاعدة بيانات الأفلام على الإنترنت